# Улица Кагана (Воскресенск)
Улица Кагана — улица в Новлянском микрорайоне города Воскресенска. Названа в честь Бориса Львовича Кагана — активного революционера, первого врача Кривякинской больницы (сейчас Первая районная больница Воскресенска).

## Расположение
Улица направляется с северо-востока на юго-запад и располагается между улицами Новлянская и Западная. Проезжая часть улицы двухсторонняя в две полосы. Примерно в середине улица пересекается улицей Зелинского.

## Объекты на улице
- Гимназия № 1 (дом 22)
- Напротив домов 4, 6 и 8 располагается кладбище

## Фотографии

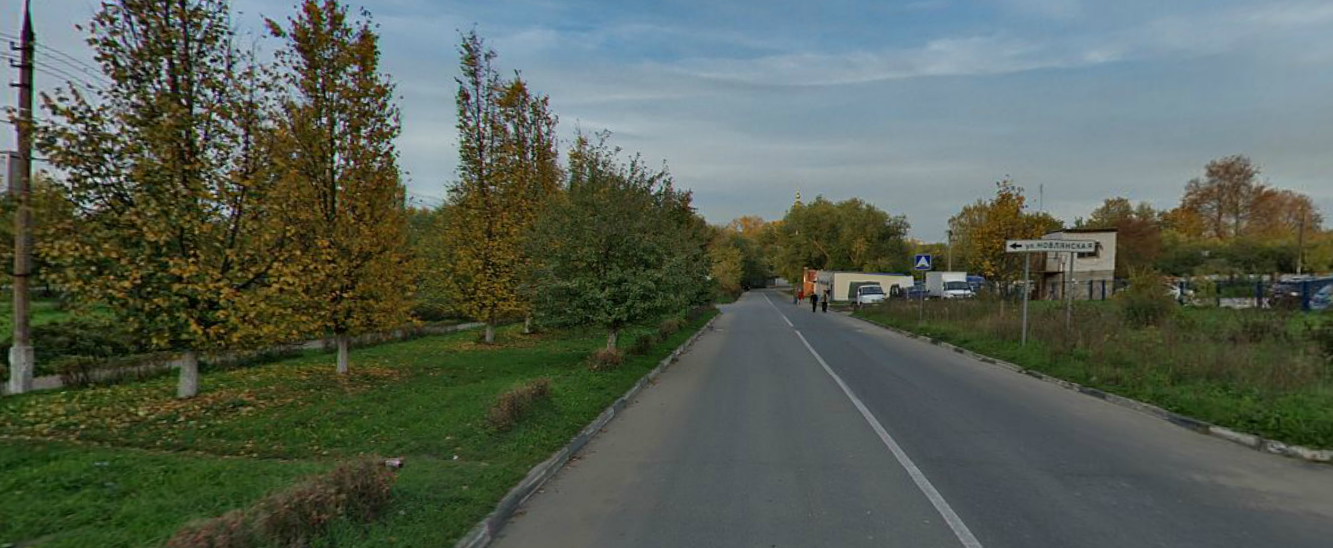
Недалеко от улицы Новлянской
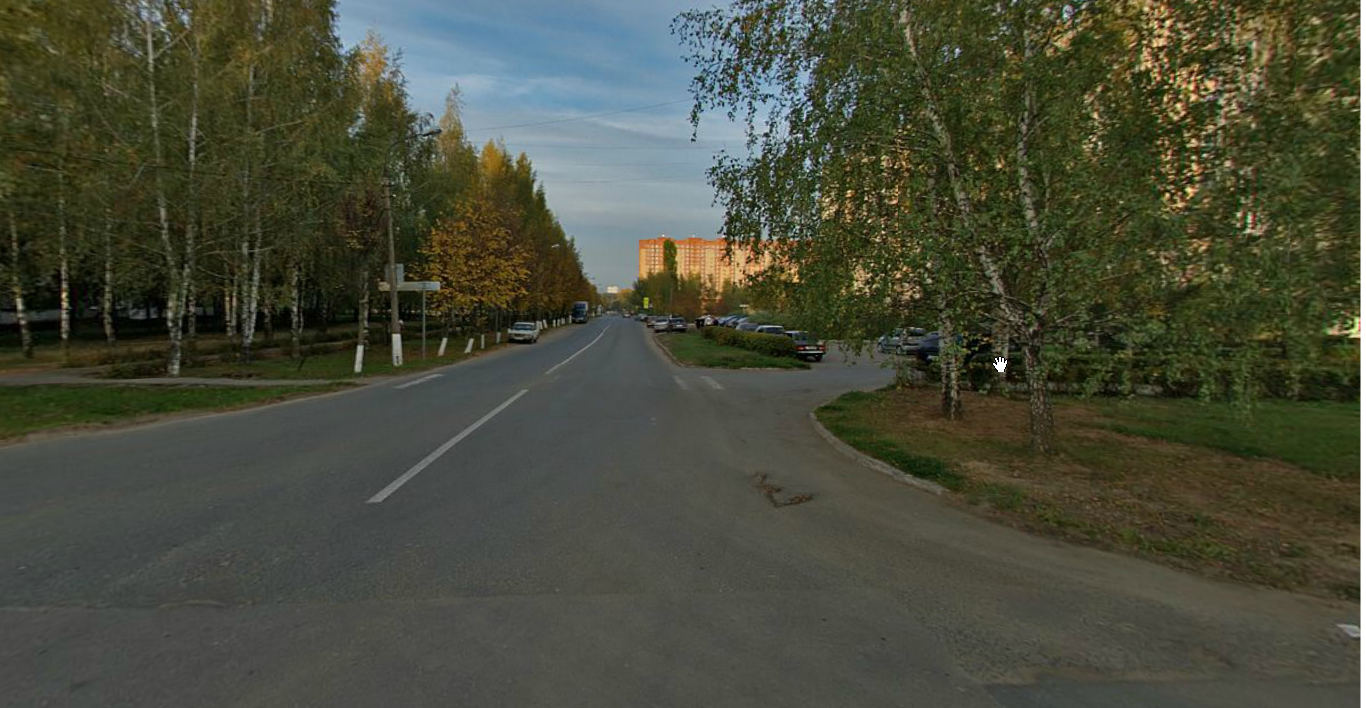
Перекрёсток улиц Кагана (прямо) и Западной